# ويليام رايت (كاتب)
ويليام رايت (بالإنجليزية: William Wright)‏ هو صحفي وكاتب أمريكي، ولد في 22 أكتوبر 1930 في فيلادلفيا في الولايات المتحدة، وتوفي في 4 يونيو 2016 في برانفورد ‏ في الولايات المتحدة.